# Tv-modtagerboks
En (digital) tv-modtagerboks eller Set-top boks (STB, eng. set top box) er en elektronisk enhed, der modtager, behandler og/eller viderebringer et signal. Navnet set-top boks kommer fra engelsk "TV-set" og betyder frit oversat en boks der står på toppen af et TV.
Det mest almindelige brug af boksen finder sted som led mellem signalkilde og fjernsyn, hvor den omformer digitale signaler fra bredbånd, kabel-tv, parabol eller antenne til analogt RGB af høj kvalitet. Boksen kan sideløbende formidle flere slags signaler og har ofte tillige dekoderfunktion til betalings-tv.
Boksen styres af en fjernbetjening der gennem menuer vist på skærmen giver mulighed for kanalskift, programmering, interaktivt tv mm. 
Et eksempel på en digital modtagerboks er den fransk producerede Sagem, der sælges gennem TDC til modtagelse af digitalt kabel-tv under navnet Selector.
I november 2009 slukkes de analoge antenne-signaler. Alle, der ser tv via antenne, skal derfor have en digital modtager (digital modtagerboks eller tilsvarende) i form af en DVB-tuner.
Der er endnu ikke planer om noget tilsvarende for kabel-tv, så kabel-tv-seere behøver foreløbig ikke foretage sig noget.
Kunder, der ser tv via en bredbåndsforbindelse, kan indtil videre ikke undgå at bruge en digital modtagerboks, da der endnu mangler generelle standarder for bredbånds-tv.
Formentlig fra 2013 bliver kanal 61-69 anvendt til 800MHz-bredbånd, hvilket kan give tv-forstyrrelser på udstyr, som ikke er robust overfor 800MHz-bredbånd.